# 한국어와 일본어의 비교
이 문서에서는 한국어와 일본어의 비교(韓國語와 日本語의 比較, 문화어: 조선어와 일본어의 비교)에 대해 서술한다.
한국어는 한국어족에 속하며, 일본어는 일본어족에 속한다. 지리적으로 가까운 두 언어는 언어유형의 어법과 형태에서 여러 유사한 점을 보인다. 어휘 면에서 같은 점은 적으나, 두 언어 모두 중국의 한자에 어느 정도 기반을 두고 있으며, 문자는 서로 다르게 사용하고 있다. 일본어에서는 한자가 정서법의 일부이지만, 한반도에서 전통적으로 사용되어 온 한자는 현재 표기에는 잘 사용되지 않는다. 특히 대한민국에서는 부분적으로 한자가 아직 사용되고 있으나, 북한에서는 전부 폐지되다시피 한 상황이다. 언어의 유사성과 한국과 일본 간 주고받은 문화의 영향을 관찰한 언어학자 중에는 두 언어의 어족 간에 관계가 있다는 가설을 세운 경우도 있으나  확정된 것은 없다.
계산언어학과 고고학적 증거를 기반으로 트랜스유라시아어족이라는, 두 어족의 계통상의 연결점을 제시하는 새로운 가설이 로베이츠 등에 의해 제기되기도 했으나, 이러한 견해는 엄격히 비판되고 있다.
|        | 한국어                                                                                  | 일본어                                               |
| ------ | --------------------------------------------------------------------------------------- | ---------------------------------------------------- |
| 사용자 | 8,300만                                                                                 | 1억 2,640만                                          |
| 나라   | 대한민국 조선민주주의인민공화국 중화인민공화국 (연변 조선족 자치주, 장백 조선족 자치현) | 일본 팔라우 (앙가우르주)                             |
| 어족   | 한국어족                                                                                | 일본어족                                             |
| 문자   | 한글, 한자, 이두, 구결, 향찰 (옛 한글)                                                  | 가나(히라가나, 가타카나), 한자, 만요가나 (옛 일본어) |

## 문법
한국어와 일본어는 모두 동사가 접두사로 기능하는 교착어로, 주어-목적어-동사(SOV)의 어순을 하고 있다. 또한 두 언어 모두 주제중심언어로 주어가 생략되는 경우가 많다. 한편 명사의 뒤에 접사가 붙어 하나의 동사를 만들 수 있는 것도 유사하다. 그 예시로 한국어의 '〇〇하다'와 일본어의 '〇〇する(스루)'가 있다.

## 단어
한국어와 일본어 간에는 외래어를 제외한다면 동계어가 전혀 없다고 생각되어 왔다. 한편 일본의 지명인 나라시의 이름이 한국어의 '나라'에서 유래했다는 소수 이론도 존재한다. 아래 어휘들은 현대 한국어와 일본어 사이에 유사성을 보이는 목록이다. 일부 부사의 경우 묘사하는 현상은 같으나 사용되는 상황이 조금씩 차이가 있는 경우도 있다.
| 한국어         | 일본어                 |
| -------------- | ---------------------- |
| 해(태양)       | 日(히)                 |
| 몸             | 身(미)                 |
| 섬             | 島 (시마)              |
| 마을           | 村 (무라)              |
| 곰             | クマ(쿠마)             |
| 구름           | 雲(쿠모)               |
| 해바라기       | ひまわり(히마와리)     |
| 물             | 水 (미즈)              |
| 무리(떼)       | 群れ(무레)             |
| 가방           | 鞄(카반)               |
| 위             | 上(우에)               |
| 솔직히         | 正直(쇼지키)           |
| 굴러갔다       | 転がった(코로갓타)     |
| 스쳐지나갔다   | すれ違った(스레치갓타) |
| ~다, ~이다     | ~だ (~다)              |
| ~여,~이여      | ~よ (~요)              |
| ~에(장소)      | ~へ (~에)              |
| ~가 (의문문)   | ~か (~카)              |
| ~(으)니까      | ~から (~카라)          |
| ~가(주격조사)  | ~ が(~가)              |
| ~잖(~이잖아)   | ~じゃない(쟈나이)      |
| ~네,~이네      | ~ね (~네)              |
| 자아~(감탄사)  | ~じゃあ (~쟈아)        |
| 슬슬           | そろそろ (소로소로)    |
| 벌벌, 부들부들 | ぶるぶる(부루부루)     |
| 두근두근       | どきどき(도키도키)     |
| 와글와글       | わいわい(와이와이)     |
| 보글보글       | ぼこぼこ(보코보코)     |

### 수사
고대 한국에서 쓰인 언어 중 하나인 고구려어와, 그에 대응하는 상대 일본어의 수사 4개가 유사하다는 것이 알려져 있다.
| 숫자 | 고구려어 | 상대 일본어 |
| ---- | -------- | ----------- |
| 3    | mil      | mi1         |
| 5    | uc       | itu         |
| 7    | na-nin   | nana        |
| 10   | dok      | to2 / to2wo |

신라어에서도 숫자 3에 해당하는 수사를 '밀'이라고 한다.
상대 일본어의 밑첨자 표기에 대해서는 상대 특수 가나 표기법을 참조.

## 문자
두 언어 모두 표음문자(한국어는 한글, 일본어는 가나)와 한자를 각기 다른 정도로 병용하고 있다.
한국어는 대부분 한반도에서 창제된 자질문자인 한글로 표기된다. 전통적인 한자는 상황에 따라 보조적으로 병기한다. 그 예시로는 텔레비전 방송의 자막과 같이 동음이의어의 뜻을 확실히 하기 위한 경우, 언어나 역사의 연구, 예술적 표현, 법적인 문서, 신문의 표기 등 특정 목적을 가지고 사용하는 경우가 있다. 그러나 한국어를 모국어로 사용하는 사람들 사이에서는 한자 표기를 사용하지 않게 되었다. 북한에서는 중국의 영향을 제거한다는 이유로 한자 사용이 강하게 억제되어 왔으나, 현재까지도 일부 경우에서는 사용되기도 하며 북한의 학교에서는 대한민국의 학교보다 많은 수의 한자를 가르친다.
일본어는 한자와 가나를 조합하여 표기한다. 한편 한국어의 한자와는 달리 일본어의 한자는 중국어 단어와 일본어 단어 양쪽 모두를 표기하는 데에 쓸 수 있다.
역사상 한국어와 일본어 모두 한자로만 표기된 시대도 있었다. 그러나 수 세기가 지나면서 상술한 현대의 표기법으로 두 언어 모두 변화해 왔다.

## 높임말
한국어와 일본어는 모두 정교하고 다층적인 높임말 체계가 존재하는데, 각기 다른 방식으로 말과 글에서의 격식을 높임말과 따로 구분하고 있다. 가령 한국어의 상대 높임은 격식체와 비격식체를 구분한 뒤, 더 세부적으로 높임말을 어미에 따라 구분한다.
한국어와 일본어의 높임말은 다른 언어와 비교할 수 없을 만큼 정교하다고 알려져 있다. 한편 일부 높임말의 유래는 서로 같다는 주장도 있다. 특이한 점은 두 언어의 높임말이 모두 다른 높임을 나타내는 방법을 쓰기보다 동사의 어미를 바꿔서 만들어지는 경우가 많다는 점이다.

## 같이 보기
- 일본어
- 한국어
- 언어 연합
- 백제어
- 일본어의 기원(영어판, 일본어판)
- 일본어족
- 한국어족
- 반도일본어
- 일선동조론
- 한글전용과 국한문혼용 - 한자와 고유 문자를 병용한다는 점에서 국한문혼용은 일본어와 유사한 특성을 보인다.